# Quercus subsericea
Quercus subsericea är en bokväxtart som beskrevs av Aimée Antoinette Camus. Quercus subsericea ingår i släktet ekar, och familjen bokväxter. Inga underarter finns listade i Catalogue of Life.